# Synops
Synops är en teologisk term, för en bok i vilken texterna i Nya Testamentets tre första evangelier, de så kallade synoptiska evangelierna är uppställda i parallella kolumner. Detta format infördes av Johann Jakob Griesbach och används inom exegetiken.